# Siphopatella walshi
La almeja Siphopatella walshi pertenece a la clase Gasterópoda de moluscos. Esta clase constituye la clase más extensa de moluscos. Presentan una cabeza, un pie musculoso ventral y una concha dorsal (no todos). Los gasterópodos incluyen organismos como los caracoles  (terrestres y marinos), las babosas y las liebres de mar, entre otros.

## Clasificación y descripción
S. walshi en un molusco que pertenece a la clase Gastropoda; orden Littorinimorpha; familia Calyptraeidae. La característica importante es el blanco de su concha, que mide aproximadamente 35 mm, de forma ovalada y muy plana; ápice muy raramente doblado hacia un lado, superficie lisa; abertura ovalada y placa transversal ocupando casi la mitas del largo total; lleva una pequeña muesca en uno de los lados; superficie interna bruñida. 
No confundir con C. fornicata que es muy similar, entre otras cosas, su distribución difiere.

## Distribución
Parte oeste del Atlántico, desde las costas de Canadá, pasando por las costas de Florida; desde Tamaulipas hasta Quintana Roo; y es raro encontrarla en Las Antillas.

## Ecología
Los organismos juveniles y adultos son suspensívoros. Habita en adherida a sustratos duros hasta los 80 m de profundidad. Son organismos protándricos hermafroditas y sus periodos reproductivos son de un año. Puede tener hasta 6 cambios de sexo por año produciendo desde 100 hasta 200 crías. La época de eclosión de las crías suele ser en verano. Se localiza zona intersticial con baja energía de mareas.